# Татарское Бурнаево
Тата́рское Бурна́ево (тат. Татар Борнае) — село в Алькеевском районе Татарстана. Входит в состав Чувашско-Бурнаевского сельского поселения.

## География
Село находится в Западном Закамье. Расположено в 16 км к юго-востоку от районного центра, села Базарные Матаки, в 1,6 км к северу от центра поселения, села Чувашское Бурнаево.

## Население
| 1782 | 1859 | 1897 | 1908 | 1920 | 1926 | 1938 | 1949 | 1958 | 1970 | 1979 | 1989 | 2002 | 2010 | 2015 |
| ---- | ---- | ---- | ---- | ---- | ---- | ---- | ---- | ---- | ---- | ---- | ---- | ---- | ---- | ---- |
| 119  | 702  | 968  | 1100 | 1221 | 596  | 601  | 622  | 692  | 811  | 669  | 532  | 468  | 401  | 430  |

Национальный состав
Согласно результатам переписи 2002 года, в национальной структуре населения села татары составляли 99%.

### Комментарии
1. ↑  Расстояние измерено с помощью инструментария Яндекс.Карты
2. ↑  душ мужского пола